# Кумуков, Халмурза Сахатгереевич
Халмурза́ Сахатгере́евич Куму́ков (1913—1943) — красноармеец Рабоче-крестьянской Красной Армии, участник Великой Отечественной войны, Герой Советского Союза (1990).

## Биография
Халмурза Кумуков родился 1 июля 1913 года в ауле Икон-Халк (ныне — Ногайский район Карачаево-Черкесии). Ногаец. После окончания четырёх классов школы работал трактористом в машинно-тракторной станции. В августе 1942 года Кумуков был призван на службу в Рабоче-крестьянскую Красную Армию и направлен на фронт Великой Отечественной войны.
К августу 1943 года красноармеец Халмурза Кумуков был стрелком 993-го стрелкового полка 263-й стрелковой дивизии 6-й армии Юго-Западного фронта. Отличился во время освобождения Харьковской области Украинской ССР. 25 августа 1943 года во время боя в районе села Сухая Каменка Изюмского района Кумуков закрыл собой амбразуру немецкого пулемёта, благодаря чему его подразделение успешно выполнило боевую задачу. Похоронен на месте боёв.
Указом Президента СССР от 4 октября 1990 года за «мужество и героизм, проявленные в борьбе с немецко-фашистскими захватчиками в Великой Отечественной войне 1941—1945 годов» красноармеец Халмурза Кумуков посмертно был удостоен высокого звания Героя Советского Союза. Орден Ленина и Медаль «Золотая Звезда» за номером 11629 была передана его родственникам.
В честь Кумукова названа школа и установлен памятник в Икон-Халке, в селе Кунбатар, Тукуй-Мектеб и Терекли-Мектеб названы улицы, в Черкесске и Терекли-Мектеб установлены бюсты.